# Константин (Владимирско-Суздалско княжество)
Вижте пояснителната страница за други личности с името Константин.
Константин Всеволодович (на руски: Константи́н Все́володович) е велик княз на Владимир-Суздал през 1216 – 1218.

## Живот
Константин е най-възрастният син на Всеволод III Голямото гнездо.
През 1206 е изпратен да управлява Новгород, а през 1207 – Ростов и Ярославъл. След семеен спор баща му го лишава от наследство и завещава трона във Владимир на по-малкия му брат Юрий. През 1216, с помощта на новгородския княз Мстислав Храбри, Константин побеждава брат си в битката при река Липица и става велик княз. Той умира две години по-късно и тронът отново е зает от Юрий.
Наследниците на Константин Всеволодович запазват управлението на Ростов и Ярославъл до края на 15 век. Така той става родоначалник на многобройни руски княжески фамилии.